# 羽生田俊
羽生田 俊（はにゅうだ たかし、1948年〈昭和23年〉3月28日 - ）は、日本の政治家、眼科医。
参議院議員（2期）、厚生労働副大臣、参議院厚生労働委員長、日本医師会副会長、日本医師会総合政策研究機構所長、羽生田眼科医院院長などを歴任。資金管理団体は俊翔会。
父は眼科医で元衆議院議員の羽生田進。祖父は眼科医で元前橋市議会議長の羽生田俊次。

## 来歴
群馬県前橋市生まれ。1966年3月、群馬県立前橋高等学校卒業。1973年3月、東京医科大学医学部卒業。1973年、医師免許取得。
1973年6月、群馬大学医学部附属病院眼科学教室に入局。1985年12月、医学博士（群馬大学）となる。
1978年4月、羽生田眼科医院の院長に就任。その後、前橋市医師会や群馬県医師会で理事を務めた。
2000年4月、日本医師会常任理事に就任。
2009年、藍綬褒章を受章。
2010年4月、日本医師会副会長に就任。
2013年2月、自由民主党比例区支部長に就任。
2013年7月、第23回参議院議員通常選挙で日本医師連盟推薦の候補として自民党から比例区で出馬、約25万票で党内6位で初当選。
2016年9月、参議院厚生労働委員長に就任。
2019年の任期満了時点で71歳であり、参院選比例区70歳定年制の党の規約があるにもかかわらず、他の6人と共に第25回参議院議員通常選挙の比例区で特例公認された。2019年の第25回参院選で再選。
2022年8月12日、第2次岸田第1次改造内閣にて伊佐進一と共に厚生労働副大臣に就任した。
2024年1月30日、日本医師連盟は羽生田の後継の組織内候補として釜萢敏を次期（第27回）参院選比例区への擁立を正式に決定した。羽生田は次期参院選には立候補せず引退となる見通し。

## 政策・主張
- 日本国憲法第9条・96条の改正に賛成[16]。
- 集団的自衛権を認めるべき[16]。
- 日本の核武装について、将来にわたって検討すべきでない[16]。
- 首相や閣僚は靖国神社に、参拝すべきでない[16]。
- 村山談話・河野談話を見直すべきでない[16]。
- 労働市場の規制緩和を進め、企業側が金銭を払えば解雇しやすくすることに反対[16]。
- 日本の原発について、当面は必要だが、将来は廃止すべきだ[16]。
- 外国への原発の輸出を進めるべきでない[16]。
- 選択的夫婦別姓制度導入に反対[17][18]。
- 受動喫煙防止を目的に飲食店などの建物内を原則禁煙とする改正健康増進法について賛成しており、喫煙店で働く従業員や、会社の宴会などでやむを得ず喫煙店へ行かなければならない人の受動喫煙を防ぐ必要があるとしている[19]。また、2017年2月15日の厚生労働部会でも「受動喫煙を無理やりさせられている国民がいるということを考えてほしい」として賛成の立場から発言を行ったが、普段部会に参加をしていない自民党たばこ議員連盟の議員が大勢参加したことで多数のやじを受けたことを告白している[19][20]。

## 政治資金
- 2013年に、日本医師会から、国会議員の中でも突出して多い2億3000万円の献金を受けた、と報道された[21]。

## 不祥事

### 政治資金パーティー収入の裏金問題
自民党本部の派閥パーティーのキックバック（還流金）不記載問題が明るみとなったことで、同党の派閥である清和政策研究会（安倍派）が2024年1月31日、2020年から2022年までの政治資金収支報告書を訂正した。それを受けて上毛新聞が清和研に所属する羽生田に取材を行ったところ、2018年から2022年の過去5年間で還流金計818万円を受け取り、その還流金を自身の政治資金収支報告書に記載していなかったことを明かした。
同年4月4日、自民党は党紀委員会を開き、羽生田を戒告とするなど安倍派と志帥会（二階派）の議員ら計39人の処分を決定した。
同年12月26日、東京地検特捜部は政治資金規正法違反の疑いで告発された羽生田を嫌疑不十分で不起訴とした。

## 所属議員連盟
- みんなで靖国神社に参拝する国会議員の会[29]
- 国宝「医心方」のユネスコ「世界の記憶」登録を推進する議員連盟（事務局長）[30]

## 著書
- 羽生田俊, 西島英利, 高田勗 編『心の病い : 治療と予防の現在』日本医師会、労働調査会、2004年3月。ISBN 4897828341。